# سیارک ۲۹۳۴۵
سیارک ۲۹۳۴۵ (به انگلیسی: 29345 Ivandanilov، نامگذاری:1995DS1) بیست و نه هزار و سیصد و چهل و پنجمین سیارک کشف شده‌است که در ۲۲ فوریه ۱۹۹۵ کشف شد.